# Tekoma prosta
Tekoma prosta (Tecoma stans) – gatunek drzewa lub krzewu liściastego należący do rodziny bignoniowatych. Występowanie: obszar od południa USA po Argentynę. Naturalizowana i uprawiana w wielu krajach tropikalnych.

## Morfologia
PokrójKrzew lub niewielkie drzewo, z rzadka dorasta do 10 m wysokości. Gałęzie przewieszające się.
LiścieNaprzeciwległe, pierzaste, do 40 cm długości, brzegi piłkowane.
KwiatyDuże, żółte, z czerwonymi prążkami w gardzieli. Zebrane są w grona na końcu gałązek. Kielich 5-łatkowy, rurka korony długości do 6 cm, w rurce 2 dłuższe i 2 krótsze pręciki.
OwocePodługowate strąki, okrągłe w przekroju, długości do 20 cm i grubości 1 cm, pękające dwoma klapami. Nasiona oskrzydlone.

## Zastosowanie
- Popularna roślina ozdobna, sadzona w ogrodach i parkach.